# Целюрозавравус
Целюрозавравус (лат. Coelurosauravus) — род вымерших базальных крылатых диапсидных рептилий. Остатки известны из верхней перми Германии, Англии и Мадагаскара.

## Открытие
Типовой вид рода Coelurosauravus elivensis Piveteau, 1926 известен по трём неполным экземплярам из отложений формации Нижняя Сакамена из отложений острова Мадагаскар.

## Описание
Средняя длина целюрозавравуса — около 40 см. Характерная особенность — расположенные по бокам тела широкие кожные складки (мембраны), поддерживаемые ложными рёбрами и способные расправляться в виде крыльев. Благодаря им животные могли планировать на небольшие расстояния. Возможность планирующего перелёта у целюрозавравуса достигается за счёт широких кожных перепонок по бокам тела, поддерживаемых каркасом из полых стержневидных окостенений. Строение этого комплексного образования позволяло складывать перепонку после приземления на субстрат и изменять её ориентацию во время полёта.
Череп целюрозавравуса напоминал череп ящерицы, с заострённой мордой. На задней части воротника находился вырост, напоминавший «воротник» цератопсовых динозавров. Строение шейного и переднетуловищного отделов позвоночника не претерпело принципиальных изменений по сравнению с предковым состоянием, однако задние туловищные позвонки, в отличие от Araeoscelis, удлинены.

## Систематика
Название роду Coelurosauravus было дано Пивето (Piveteau) в 1926 году. В 1939 году О. Кюн ввёл в систему тетрапод семейство Weigeltisauridae Kuhn, 1939. Позднее С. Эванс и Х. Хаубольд повторно изучили типовые материалы по C. elivensis и Weigeltisaurus jaekeli. На основании своих исследований, они сочли отличия между «южной» и «северной» формами недостаточными для их разделения на родовом уровне. В результате этой ревизии род Weigeltisaurus был признан не валидным, а в состав рода Coelurosauravus добавился вид С. jaekeli, а название самого семейства было заменено на Coelurosauravidae. При этом было нарушено положение 40.1 Международного кодекса зоологической номенклатуры, согласно которому сведение типового рода в младшие синонимы не является основанием для изменения названия основанного на нём семейства. В связи с этим, переименование семейства Weigeltisauridae на Coelurosauravidae не является правомерным; было восстановлено и используется прежнее название семейства — Weigeltisauridae Kuhn, 1939.
Выводы о статусе рода Weigeltisaurus рядом исследователей признаются дискуссионными. Из-за неполной сохранности типовых образцов, сравнение Coelurosauravus и Weigeltisaurus проводилось только по небольшому набору признаков. Несмотря на это обе формы существенно отличаются строением остистых отростков шейных позвонков (у C. elivensis они прямоугольные, а у W. jaekeli ромбовидные) и рядом других признаков.
В настоящее время принимается принадлежность целюрозавравуса, как и всех других вейгельтизаврид к диапсидам, однако это положение требует дальнейшего обоснования.
В связи со сложным систематическим положением, в 2004 году на основании кладистического анализа Филл Сентер предложил ввести самостоятельную кладу (отряд) Avicephala в составе подкласса диапсид, в который им был включён целюрозавравус (Coelurosauravus), а также лонгисквама. Упрощённая схема систематики, предложенной Сентером, отображена на кладограмме ниже:
|  | Weigeltisaurus  |
|  |                 |
|  | Coelurosauravus |
|  |                 |

|  | Drepanosaurus                                                     |
|  |                                                                   |
|  | \| \| Dolabrosaurus \| \| \| \| \| \| Megalancosaurus \| \| \| \| |
|  |                                                                   |
|  | Dolabrosaurus                                                     |
|  |                                                                   |
|  | Megalancosaurus                                                   |
|  |                                                                   |

|  | Dolabrosaurus   |
|  |                 |
|  | Megalancosaurus |
|  |                 |

|  | Drepanosaurus                                                     |
|  |                                                                   |
|  | \| \| Dolabrosaurus \| \| \| \| \| \| Megalancosaurus \| \| \| \| |
|  |                                                                   |
|  | Dolabrosaurus                                                     |
|  |                                                                   |
|  | Megalancosaurus                                                   |
|  |                                                                   |

|  | Dolabrosaurus   |
|  |                 |
|  | Megalancosaurus |
|  |                 |

|  | Drepanosaurus                                                     |
|  |                                                                   |
|  | \| \| Dolabrosaurus \| \| \| \| \| \| Megalancosaurus \| \| \| \| |
|  |                                                                   |
|  | Dolabrosaurus                                                     |
|  |                                                                   |
|  | Megalancosaurus                                                   |
|  |                                                                   |

|  | Dolabrosaurus   |
|  |                 |
|  | Megalancosaurus |
|  |                 |

|  | Drepanosaurus                                                     |
|  |                                                                   |
|  | \| \| Dolabrosaurus \| \| \| \| \| \| Megalancosaurus \| \| \| \| |
|  |                                                                   |
|  | Dolabrosaurus                                                     |
|  |                                                                   |
|  | Megalancosaurus                                                   |
|  |                                                                   |

|  | Dolabrosaurus   |
|  |                 |
|  | Megalancosaurus |
|  |                 |

|  | Weigeltisaurus  |
|  |                 |
|  | Coelurosauravus |
|  |                 |

|  | Drepanosaurus                                                     |
|  |                                                                   |
|  | \| \| Dolabrosaurus \| \| \| \| \| \| Megalancosaurus \| \| \| \| |
|  |                                                                   |
|  | Dolabrosaurus                                                     |
|  |                                                                   |
|  | Megalancosaurus                                                   |
|  |                                                                   |

|  | Dolabrosaurus   |
|  |                 |
|  | Megalancosaurus |
|  |                 |

|  | Drepanosaurus                                                     |
|  |                                                                   |
|  | \| \| Dolabrosaurus \| \| \| \| \| \| Megalancosaurus \| \| \| \| |
|  |                                                                   |
|  | Dolabrosaurus                                                     |
|  |                                                                   |
|  | Megalancosaurus                                                   |
|  |                                                                   |

|  | Dolabrosaurus   |
|  |                 |
|  | Megalancosaurus |
|  |                 |

|  | Drepanosaurus                                                     |
|  |                                                                   |
|  | \| \| Dolabrosaurus \| \| \| \| \| \| Megalancosaurus \| \| \| \| |
|  |                                                                   |
|  | Dolabrosaurus                                                     |
|  |                                                                   |
|  | Megalancosaurus                                                   |
|  |                                                                   |

|  | Dolabrosaurus   |
|  |                 |
|  | Megalancosaurus |
|  |                 |

|  | Drepanosaurus                                                     |
|  |                                                                   |
|  | \| \| Dolabrosaurus \| \| \| \| \| \| Megalancosaurus \| \| \| \| |
|  |                                                                   |
|  | Dolabrosaurus                                                     |
|  |                                                                   |
|  | Megalancosaurus                                                   |
|  |                                                                   |

|  | Dolabrosaurus   |
|  |                 |
|  | Megalancosaurus |
|  |                 |

Также существуют другие варианты систематики.
Возможно, Coelusauravus является близкородственным кладе Neodiapsida включающей в себя архозавров и лепидозавров, согласно исследованиям Эванса (Evans) и Гумбольда (Haubold) в 1987 году, а также Гутье (Gauthier) и его коллег в 1989 году.
В результате исследований Лорина (Laurin) в 1991 году он отнёс данный род к группе Eosuchia.

## Синонимы
В синонимику рода входят следующие названия:
- Daedalosaurus Carroll, 1978[9]
- Gracilisaurus Weigelt, 1930[9]
- ? Weigeltisaurus Kuhn, 1939 — Вейгельтизавр[1]

## В культуре

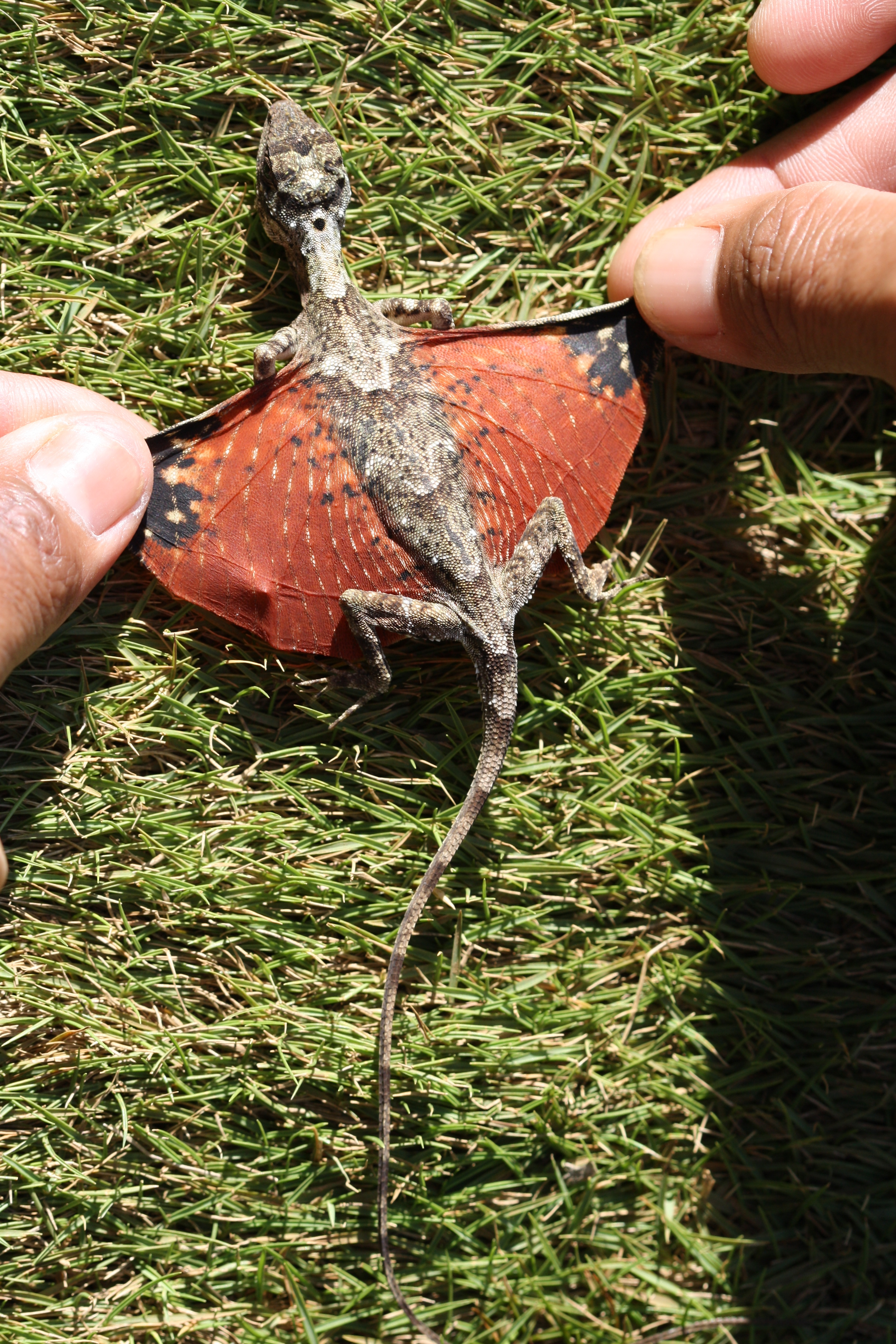
Суматранский летучий дракон из рода летучих драконов — современных рептилий, напоминающих целюрозавравуса

В британском научно-фантастическом сериале «Портал юрского периода» был показан самец целюрозавравуса, попавший из пермского периода в XXI век через пространственно-временной портал — «аномалию».
Целюрозавравус в сериале «Портал юрского периода» был изображён крайне неправильно, так как на самом деле он не умел махать отростками по бокам тела и не умел летать. Помимо того, целюрозавравус, показанный в сериале, был больше реального, а кожистая складка, напоминавшая гребень василиска, которая раскрывалась у него на голове также полностью придумана создателями сериала.